# Messa per Rossini
La Messa per Rossini è un Requiem composto per commemorare il primo anniversario della morte di Gioachino Rossini. Proposta da Giuseppe Verdi, la Messa avrebbe dovuto essere eseguita il 13 novembre 1869 (primo anniversario della morte del compositore marchigiano) nella Basilica di San Petronio, a Bologna, città dove Rossini era cresciuto e aveva trascorso gran parte della sua vita. Si tratta di una collaborazione tra tredici diversi compositori italiani (ognuno scrisse una parte della Messa).

## Storia
La composizione di tale Messa fu piuttosto travagliata.
Verdi aveva proposto questa collaborazione tramite una lettera del 17 novembre 1868 (quattro giorni dopo la morte di Rossini), indirizzata al suo editore Tito I Ricordi, disponendo che dopo la performance i manoscritti avrebbero dovuto essere sigillati negli archivi del Liceo Rossini.
Il Consiglio Comunale di Bologna e l'Accademia Filarmonica di Bologna accolsero questa idea con favore, e successivamente nacque anche un comitato (formato da Lauro Rossi, Alberto Mazzucato e Stefano Ronchetti-Monteviti) che venne fondato a Milano, con Giulio Ricordi come segretario. Il comitato scelse i compositori ed assegnò loro precisi compiti; Angelo Mariani accettò di dirigere.
Le prime schermaglie non tardarono ad arrivare.
Mariani fu coinvolto anche nelle commemorazioni per Rossini svoltesi a Pesaro, città natale di Rossini, programmate per l'agosto 1869. Nonostante le suppliche di Mariani a Verdi (19 agosto 1869), il musicista emiliano rispose in modo indignato (lo stesso giorno), asserendo - inoltre -  che non avrebbe partecipato. In una lettera del 24 agosto, Mariani espresse angoscia circa quella risposta.
La composizione della parte riservata a Verdi fu intanto terminata nell'estate del 1869, e consegnata a Ricordi il 21 agosto. Nel frattempo, la commissione aveva chiesto all'impresario del Teatro Comunale di Bologna, Luigi Scalaberni (1823-1876), di mettere a disposizione i solisti, l'orchestra ed il coro, in vista della prima del 13 novembre. Il 6 ottobre, però, Scalaberni rifiutò per motivi commerciali, poiché - a suo dire - tale situazione avrebbe compromesso l'andamento della stagione lirica del suo teatro. Le autorità municipali, poi, suggerirono di rinviare le commemorazioni fino a dicembre, dopo la stagione lirica. Verdi contestò tale ritardo, anche per via di un suggerimento del comitato (intenzionato a spostare la prestazione a Milano). In una lettera del 27 ottobre 1869 a Ricordi, Verdi si scaglia contro i ritardi e il trasferimento, accusando il direttore Mariani per la situazione, e aggiungendo: «Inoltre, chi sarebbe a Milano il Concertatore e Direttore? Mariani non può, nè deve più essere.» L'esecuzione della composizione, completata entro l'estate del 1869, fu poi annullata. Il manoscritto, successivamente, cadde nell'oblio.
Giuseppe Verdi riadatterà il proprio contributo, il conclusivo "Libera me", per la sua Messa da Requiem del 1874, dedicata ad Alessandro Manzoni.

## Prime esecuzioni
La partitura completa della Messa per Rossini fu scoperta dal musicologo americano David Rosen nel 1986, ed eseguita nel settembre del 1988 dalla Gächinger Kantorei, condotta da Helmuth Rilling, in occasione del Festival Europeo di Musica di Stoccarda, e, nei giorni successivi, prima nel Duomo di Parma, poi nel quadro della Sagra musicale umbra, a Perugia. Lo stesso Rilling diresse, nell'ottobre del 1990, anche l'esordio americano a New York, nella Avery Fisher Hall, con la New York Philharmonic Orchestra. Dalle esecuzioni con i complessi di Stoccarda fu anche tratta la prima registrazione discografica. Successivamente, la Messa è stata allestita anche in altri festival, come ad esempio il Rheingau Musik Festival del 2001. La prima esecuzione in Francia era avvenuta nel 1998 al Festival Radio France-Montpellier di Montpellier, sotto la direzione di Enrique Diemecke, con il soprano Luana DeVol, il mezzosoprano Phyllis Pancella, il tenore Rockwell Blake, il baritono Stefano Antonucci, il basso Felipe Bou, il Coro della Radio Lettone e l’Orchestra Filarmonica di Montpellier. La prima esecuzione in Gran Bretagna ebbe luogo nel 2003 alla Royal Academy of Music di Londra, ad opera della Trinity Chorale and Orchestra, diretta da John Wyatt. Nel novembre 2017 la Messa per Rossini è stata eseguita per la prima volta al Teatro alla Scala di Milano, direttore Riccardo Chailly, direttore del coro Bruno Casoni, interpreti solisti Maria José Siri, Veronica Simeoni, Giorgio Berrugi, Simone Piazzola, Riccardo Zanellato. Il 9 dicembre 2017 dopo 148 anni e un mese, la Messa è stata infine eseguita nella basilica di San Petronio, il luogo inizialmente immaginato da Giuseppe Verdi. Organizzato e realizzato da "Succede solo a Bologna APS", il direttore è stato Lorenzo Bizzarri, i solisti Paola Grandicelli, Cristina Melis, Paolo Antognetti, Carlo Morini e Antonio Marani, accompagnati da strumentisti e coristi dalla Cappella Musicale di Santa Maria dei Servi e dalla Corale Quadriclavio, entrambe di Bologna.La prima esecuzione in Ungheria ha luogo nel novembre 2024 al Müpa di Budapest, sotto la direzione di Henrik Nánási, con Réka Kristóf, Dorottya Láng, Giorgio Berrugi, Mihai Damian, Liang Li e l'Orchestra Sinfonica e il Coro della Radio Ungherese.

## Struttura
| Compositore                    | Sezione           | Movimento                                               | Organico                                 |
| ------------------------------ | ----------------- | ------------------------------------------------------- | ---------------------------------------- |
| Antonio Buzzolla (1815–1871)   | I. Introitus      | Requiem e Kyrie                                         | coro                                     |
| Antonio Bazzini (1818–1897)    | II. Sequentia     | 1. Dies Irae                                            | coro                                     |
| Carlo Pedrotti (1817–1893)     | II. Sequentia     | 2. Tuba mirum                                           | baritono e coro                          |
| Antonio Cagnoni (1828–1896)    | II. Sequentia     | 3. Quid sum miser                                       | soprano e contralto                      |
| Federico Ricci (1809–1877)     | II. Sequentia     | 4. Recordare Jesu                                       | soprano, contralto, baritono, basso      |
| Alessandro Nini (1805–1880)    | II. Sequentia     | 5. Ingemisco                                            | tenore e coro                            |
| Raimondo Boucheron (1800–1876) | II. Sequentia     | 6. Confutatis Oro supplex                               | basso e coro                             |
| Carlo Coccia (1782–1873)       | II. Sequentia     | 7. Lacrimosa Amen                                       | coro a Capella                           |
| Gaetano Gaspari (1808–1881)    | III. Offertorium  | Domine Jesu Quam olim Abrahae Hostias Quam olim Abrahae | soprano, contralto, tenore, basso e coro |
| Pietro Platania (1828–1907)    | IV. Sanctus       | Sanctus Hosanna Benedictus Hosanna                      | soprano e coro                           |
| Lauro Rossi (1810–1885)        | V. Agnus Dei      | Agnus Dei                                               | contralto                                |
| Teodulo Mabellini (1817–1897)  | VI. Communio      | Lux aeterna                                             | tenore, baritono, basso                  |
| Giuseppe Verdi (1813–1901)     | VII. Responsorium | Libera me, Domine Dies Irae Requiem aeternam Libera me  | soprano e coro                           |

## Registrazioni
| Anno | Orchestra, coro e direttore                                                                                  | Solisti                                                                              | Etichetta, formato e numero di catalogo                    | Note                                                                    |
| ---- | --- | ------------------------------------------------------------------------------------ | ---------------------------------------------------------- | ----------------------------------------------------------------------- |
| 1989 | Orchestra sinfonica della radio di Stoccarda, Gächinger Kantorei, Coro Filarmonico di Praga, Helmuth Rilling | Gabriela Beňačková, Florence Quivar, James Wagner, Alexandru Agache, Aage Haugland   | Hänssler classic, CD: 98.949, Kultur Films Inc., DVD: 4166 | Registrazione in studio                                                 |
| 2017 | Orchestra e Coro del Teatro alla Scala, Milano Riccardo Chailly                                              | María José Siri, Veronica Simeoni Giorgio Berrugi Simone Piazzola Riccardo Zanellato | Decca, CD (2): 4834084                                     | Registrazione dal vivo nel 8-15 Novembre al Teatro alla Scala di Milano |